# 弗雷德里克·维斯塔维尔
弗雷德里克·维斯塔维尔（丹麥語：Frederic Vystavel，1993年8月29日—），丹麦男子赛艇运动员，2011年世界青年赛艇锦标赛男子八人单桨有舵手银牌得主、2020年夏季奥林匹克运动会男子双人单桨无舵手铜牌得主。